# Bryjka
Bryjka – mączna potrawa z regionalnej kuchni podhalańskiej. Jedno z podstawowych dań górali w początkach XX wieku; podawane było zwykle na śniadanie.
Potrawę tę przyrządzało się z mąki (dowolnego rodzaju), kaszy manny, a nawet tartych ziemniaków; gotowano je około pół godziny w osolonej wodzie, a powstałą masą wyściełano talerz. Następnie okraszano ją tłuszczem (słoniną, masłem, roztopionym boczkiem), a dla dzieci – mlekiem. Bryjkę jadło się łyżką.
Gęstszą odmianę bryjki nazywano kluską (nie mylić z kluskami, także stanowiącymi część kuchni podhalańskiej). Rzadszą bryjkę gotowano zazwyczaj dla dzieci; kluskę przygotowywano często dla gospodarzy, których czekały ciężkie prace. Bryjkę czy kluskę można było „hartować”: zalewano masę podczas gotowania zimną wodą bądź mlekiem, przez co potrawa skrupiała się w drobne grudki. Wielu górali wolało jednak zwartą, spoistą kluskę – wówczas, by uniknąć skrupiania, gospodyni podczas gotowania rozcierała masę drewnianą rogalką.
Zdzisława Zegadłówna przytacza w swej książce śpiewkę góralską, poświęconą tej potrawie:

Jo tyz przecie

ślubnego miłujem,

na rano i wiecór

bryjke mu gotujem.
Kie se bryjki poje,

popije zyntycy,

do roboty krzepki

i figlów mu sie kce.